# 大正駅 (北海道)

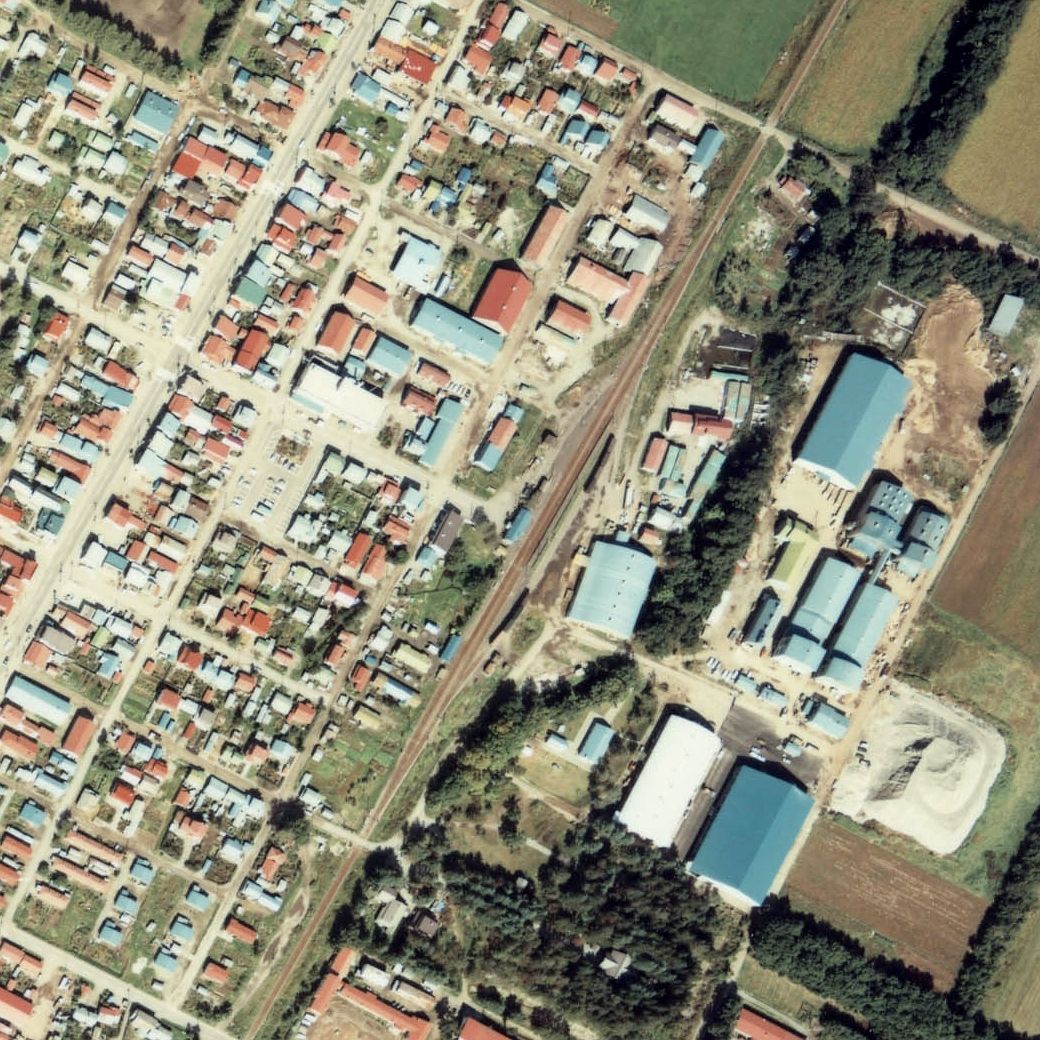
1977年の大正駅と周囲約500m範囲。下が広尾方面。構内踏切のために少しずれた形の相対式ホーム2面2線と、駅裏側に貨物用の副本線2本を有し、駅舎横の貨物ホーム及び駅裏の農協（現JA帯広大正）倉庫へそれぞれ引込み線を持つ。周囲は広大な畑作地帯で、じゃがいもなどの農産物の出荷駅だった。

大正駅（たいしょうえき）は、北海道（十勝支庁）帯広市大正本町にあった日本国有鉄道（国鉄）広尾線の駅（廃駅）である。電報略号はイヨ。事務管理コードは▲111504。

## 歴史
- 1929年（昭和4年）9月2日 - 国有鉄道（鉄道省）広尾線帯広駅 - 中札内駅間開通に伴い幸震駅（こうしんえき）として開業[3][4]。一般駅[3]。
- 1944年（昭和19年）4月1日 - 大正駅に改称[4]。
- 1974年（昭和49年）12月15日 - 貨物取扱いを専用線発着車扱貨物に限定[1]。
- 1982年（昭和57年）9月10日 - 貨物取扱い（大正農協専用線）を廃止[1]。
- 1984年（昭和59年）2月1日 - 荷物取扱い廃止[1]。
- 1987年（昭和62年）2月2日 - 広尾線の廃線に伴い廃止となる[1]。

### 駅名の由来
「幸震」の名称は開業時の地名（大正村大字幸震村）に由来し、かつては「幸震」と書いて「さつない」と呼んでいたものが後年音読みの「こうしん」となったものである。これは現在の札内川のアイヌ語名「サッナイ（sat-nay）」に字を当てたもので、古語で地震を「ない（なゐふる）」と呼んでいたことからこのように当て字したとされている。
その後、駅名は村名に合わせ、「大正」と変更された。

## 駅構造
廃止時点で、単式ホーム・島式ホーム（片面使用）複合型2面2線を有する地上駅で、列車交換可能な交換駅であった。互いのホームは駅舎側ホーム中央部分と島式ホーム南側を結んだ構内踏切で連絡した。駅舎側単式ホーム（西側）が上りの1番線、島式ホーム（東側）が下りの2番線となっていた。島式ホームの外側1線は、側線として残っており、そのほか1番線の帯広方から分岐し駅舎北側のホーム切欠き部分の貨物ホームへの貨物側線を1線、島式ホーム外側の側線からさらに分岐し広尾方も接続する側線を1線有していた。
職員配置駅となっており、駅舎は構内の南西側に位置しホーム中央部分に接していた。「わたしの旅スタンプ」が設置されていた。
「大正駅 - 幸福駅」の乗車券を「たいそう幸福」という縁起切符として発売し、売れ行きも良かった。駅舎のホーム側にはこの切符の宣伝文が書かれたパネルが掲示されていた。

## 利用状況
1981年度（昭和56年度）の1日乗降客数は321人。

## 駅周辺
- 北海道道419号大正停車場線
- 北海道道62号豊頃糠内芽室線
- 国道236号（広尾国道）[7]
- 帯広市役所大正支所
- 農林水産省十勝馬鈴薯原原種農場 - 駅から東南に約10km[5]。メークインの原産農園。
- 大正郵便局
- 帯広第七中学校
- 大正小学校
- 慈光学園
- 大正神社
- JA帯広大正
- 札内川[7]
- 十勝バス「大正本町」停留所

## 駅跡
廃止後も木造駅舎、ホーム、十勝博覧会にて展示された東海道新幹線0系電車先頭車両が保存されていたが、施設は1997年（平成9年）に解体され、「大正ふれあい広場」として公園に整備された。現在は新規に造られたホームとレプリカの駅名標、旧木造駅舎に似せて建設された公衆トイレが広場内に設置されている。また、0系電車は池田町の民宿・ワインの国に移設された。

## 隣の駅
日本国有鉄道
広尾線
愛国駅 - 大正駅 - 幸福駅